# Výbor lidové kontroly
Výbor lidové kontroly (zkráceně lidově: VLK) byla soustava kontrolních orgánů v Československu v letech 1971–1990. Ač byl Výbor lidové kontroly formálně nejvyšším kontrolním orgánem ve státě, byl (stejně jako ostatní ministerstva a vrcholné státní orgány) řízen komunistickou stranou, konkrétně ekonomickým oddělením ÚV KSČ.
Po revoluci roku 1989 byl VLK postupně nahrazován jinou strukturou kontrolních orgánů. V roce 1990 byl nahrazen Ministerstvem kontroly a následně v roce 1993 Nejvyšším kontrolním úřadem.

## Struktura
Výbor lidové kontroly existoval na federální úrovni (ČSSR), na úrovni republikové (ČSR a SSR), i na všech nižších úrovních státní správy a samosprávy:  
- Výbor lidové kontroly ČSSR
- Výbor lidové kontroly ČSR
- Výbor lidové kontroly SSR
- výbory lidové kontroly národních výborů,
- výbory lidové kontroly ve výrobních hospodářských jednotkách a
- závodní komise lidové kontroly.

Předseda Výboru lidové kontroly byl z titulu své funkce ministrem vlády (na úrovni vlád ČSSR, ČSR i SSR).
Výbory lidové kontroly národních výborů se skládaly z poslanců a dalších občanů. V plénu jednání výborů se rozhodovaly zásadní otázky, ostatní řešil předseda, místopředseda a zejména profesionální zaměstnanci výboru.

## Historie
Předchůdcem Výboru lidové kontroly byla Ústřední komise státní kontroly a statistiky, existující v letech 1960–1967.
Zákonem o komisích lidové kontroly č. 70/1967 ze dne 29. června 1967 (zákon zrušen k 20. 10. 1971) zřídilo Národní shromáždění ČSSR Ústřední komisi lidové kontroly.
Zákon č. 85/1968 Sb., ze dne 27. června 1968, kterým se mění Zákon o komisích lidové kontroly a zákon o národních výborech, nově definoval Ústřední komisi lidové kontroly a Komisi lidové kontroly Slovenské národní rady.
V roce 1970 byl na úrovni federace zřízen Výbor lidové kontroly ČSSR, jako ústřední orgán státní správy, v jehož čele byl člen vlády a jehož další členy jmenovala a odvolávala vláda. Na úrovni republik byly zřízeny Výbory lidové kontroly ČSR a SSR.
Soustava orgánů lidové kontroly byla nově definována v roce 1971 na federální úrovni zákonem č. 103/1971 Sb. o lidové kontrole, ze dne 8. října 1971, schváleným Federálním shromážděním Československé socialistické republiky, a pro Českou socialistickou republiku dne 12. října 1971  zákonem České národní rady č. 116/1971 Sb., o výborech a komisích lidové kontroly.

## Seznam ministrů
Ministři – předsedové Výboru lidové kontroly ČSSR:
- Drahomír Kolder, (27. 9. 1969 – 9. 12. 1971)[11], (9. 12. 1971 – 20. 8. 1972)[12], (zemřel)
- Josef Machačka, (30. 10. 1972 – 6. 2. 1976)[12]
- František Ondřich, (6. 2. 1976 – 11. 11. 1976)[12], (11. 11. 1976 – 17. 6. 1981)[13], (17. 6. 1981 – 16. 6. 1986)[14], (16. 6. 1986 – 20. 4. 1988)[15], (21. 4. 1988 – 11. 10. 1988)[16], (12. 10. 1988 – 3. 12. 1989)[17]
- Květoslava Kořínková, (3. 12. 1989 – 10. 12. 1989)[17], (10. 12. 1989 – 27. 6. 1990)[18], ministryně pověřená řízením ministerstva kontroly (27. 6. 1990 – 2. 7. 1992)[19]
- Rudolf Filkus, ministr kontroly (2. 7. 1992 – 31. 12. 1992)[20]

Ministři – předsedové Výboru lidové kontroly ČSR:
- Josef Machačka, (3. 1. 1971 – 9. 12. 1971)[21], (9. 12. 1971 – 3. 11. 1972)[22]
- Vlastimil Svoboda,  (3. 11. 1972 – 4. 11. 1976)[22],  (4. 11. 1976 – 18. 6. 1981)[23], (18. 6. 1981 – 18. 6. 1986)[24]
- Jan Motl, (18. 6. 1986 – 5. 12. 1989)[25]
- Stanislav Kukrál, (5. 12. 1989 – 6. 2. 1990)[25]
- Jitka Zetková, (6. 2. 1990 – 29. 6. 1990)[25]

- Bohumil Tichý, (29. 6. 1990 – 20. 6. 1991)[26]
- Igor Němec – ministr kontroly (od 20. 6. 1991 ministerstvo kontroly), (20. 6. 1991 – 2.7. 1992)[26], (2. 7. 1992 – 4. 7. 1996)[27], (30. 6. 1993 ministerstvo zrušeno); po 30. 6. 1993 ministrem vlády

Ministři – předsedové Výboru lidové kontroly SSR:
- Ján Štencl – předseda Nejvyššího kontrolního úřadu (od 1971 VLK SSR), (2. 1. 1969 – 28. 4. 1970)[28]
- František Lipka – předseda Nejvyššího kontrolního úřadu (od 1971 VLK SSR) – pověřen zastupováním, (28. 4. 1970 – 9. 2. 1971)[28]
- Ján Paško, (9. 2. 1971 – 8. 12. 1971)[28], (8. 12. 1971 – 4. 11. 1976)[29], (4. 11. 1976 – 27. 2. 1978)[30]
- Štefan Ferenczi, (23. 3. 1978 – 18. 6. 1981)[30], (18. 6. 1981 – 18. 6. 1986)[31], (18. 6. 1986 – 8. 12. 1989)[32]
- Mária Kolaříková (dočasně pověřená), (12. 12. 1989 – 11. 1. 1990)[33]
- Silvester Minarovič, (11. 1. 1990 – 26. 6. 1990)[33]

- Martin Hvozdík, (27. 6. 1990 – 22. 4. 1991)[34]
- Martin Hvozdík – ministr kontroly, (6. 9. 1990 – 22. 4. 1991)[34], (23. 4. 1991 – 24. 6. 1992)[35]